# Rio Tamir
O rio Tamir (em mongol:  Тамир гол) é um rio que flui através dos vales dos Montes Khangai na Mongólia central. Ele é um dos principais afluentes do rio Orkhon.
Tamir= força,vigor